# Adrian Rurawhe
Adrian Rurawhe, né en 1961, est un homme politique néo-zélandais.

## Biographie
Adrian Paki Rurawhe naît en 1961. Il est l'arrière-petit-fils de Tahupotiki Ratana (en), fondateur de l'Église et mouvement politique Ratana, et le petit-fils de Matiu Ratana (en) et d'Iriaka Ratana, députés à la Chambre des représentants de Nouvelle-Zélande au milieu du XXe siècle. Issu de l’iwi (tribu) maorie Ngati Apa (en), Adrian Rurawhe est fils de cheminot et grandit à Taihape. Il travaille à son tour dans les chemins de fer à partir de l'âge de 17 ans.
Il mène les négociations pour sa tribu avec le gouvernement de 2005 à 2008, aboutissant à des excuses présentées par le gouvernement pour les violations du traité de Waitangi commises par l'État à l'encontre des Ngati Apu au XIXe siècle, et au versement de compensations financières au bénéfice de la tribu,.

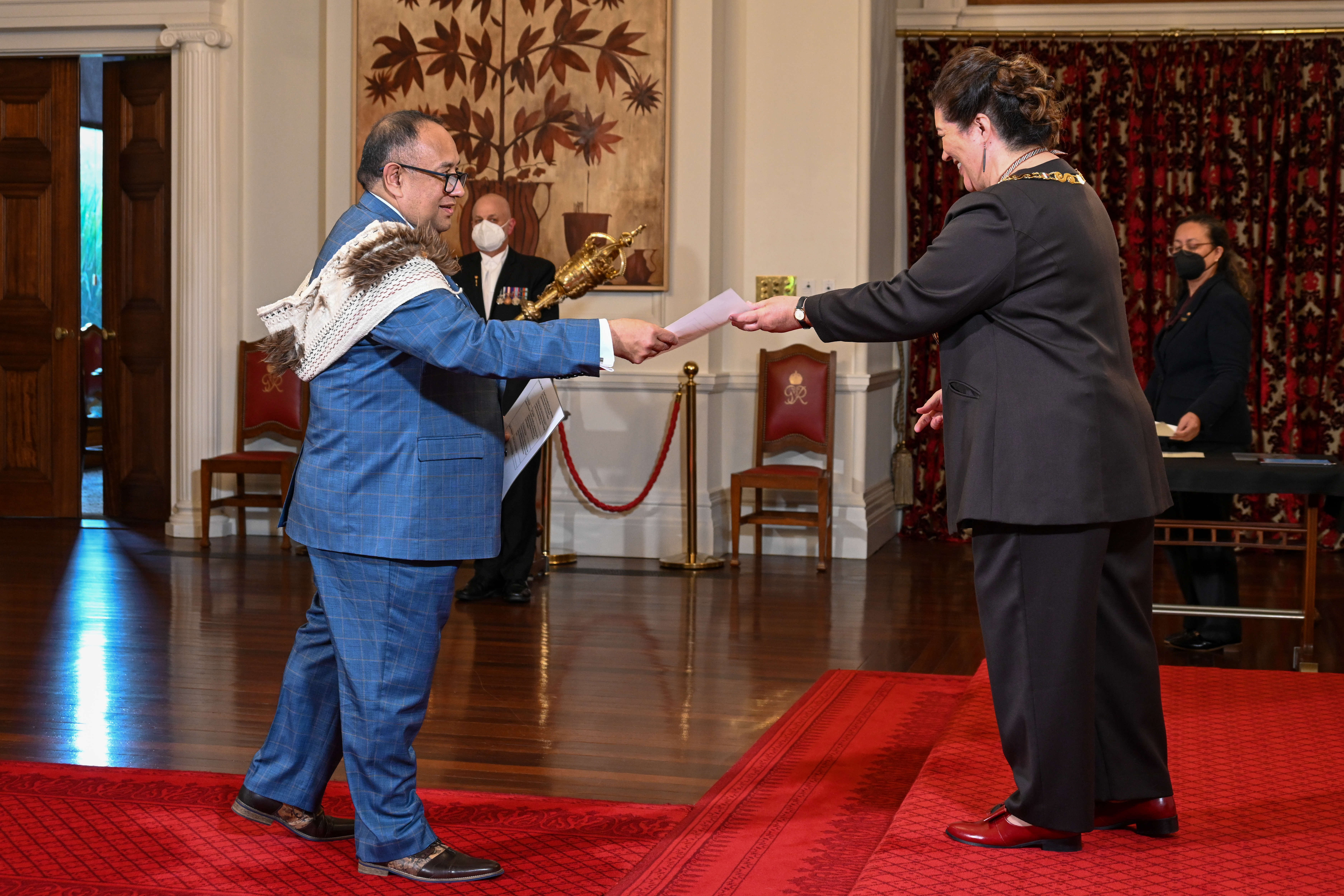
Adrian Rurawhe est formellement nommé président de la Chambre par Dame Cindy Kiro, le 24 août 2022.

Entré en politique au Parti māori (fondé en 2004), il le quitte lorsque le parti se joint en 2008 à un gouvernement de coalition mené par le Parti national (centre droit). Il s'engage ensuite au Parti travailliste, et c'est avec cette étiquette qu'il ravit la circonscription de Te Tai Hauāuru (circonscription ethnique maorie) à Tariana Turia (en), cofondatrice et co-cheffe du Parti māori et ministre sortante de la Santé maorie, aux élections législatives de 2014. Réélu dans cette circonscription aux élections de 2017 et de 2020, il vote contre la proposition de loi de 2019 (en) légalisant le suicide assisté, et contre le projet de loi de 2020 (en) de légalisation de l'avortement ; dans les deux cas, la plupart des députés travaillistes votent pour ces propositions, qui sont adoptées,.
Il est élu président de la Chambre des représentants en août 2022, lorsque le président sortant Trevor Mallard (en) démissionne pour devenir ambassadeur de Nouvelle-Zélande en Irlande. Il est le 31e président de la Chambre, et le deuxième Maori à cette fonction après Sir Peter Tapsell de 1993 à 1996.